# Trận Villers-Bocage
Trận Villers-Bocage là một trận đánh trong chiến trường Normandy giữa quân đội Đồng Minh và Đức Quốc xã ngày 13 tháng 6 năm 1944. Trong khi quân Đồng Minh đang mở cuộc hành quân bọc hậu và vây bắt quân Đức tại thành phố Caen (Chiến dịch Perch), một lữ đoàn thuộc Sư đoàn thiết giáp 7 của quân đội Anh Quốc tình cờ phát hiện được kẽ hở liền nhân cơ hội chọc thủng được sườn phòng tuyến Đức và tiến nhanh đến thị trấn Villers-Bocage mà không chạm phải phản kháng nào của địch quân. Quân Đức cũng dự đoán được biến chuyển này đã gài sẵn một lực lượng thiết giáp chận đứng lữ đoàn Anh. Quân Anh mặc dù với hỏa lực gấp bội địch quân bị đánh bất ngờ, chịu tổn thất nặng nề và phải rút lui ngày hôm sau.
Trong trận này chiếc thiết giáp Tiger của trung úy SS Đức Michael Wittmann lập chiến công lừng lẫy - bắn hủy 14 xe tăng, 15 xe quân sự và 2 súng chống tăng trong vòng 15 phút.

## Bối cảnh
Thành phố Caen là một cứ điểm quan trọng trong cuộc đổ bộ vào Normandy tái chiếm Pháp của quân đội Đồng Minh. Sư đoàn 3 Lục quân Hoa Kỳ có nhiệm vụ chiếm thành phố này ngày 6 tháng 6 nhưng không đủ sức và bị Sư đoàn 21 Thiết giáp Đức cầm chân bên ngoài thành phố. Sau ba ngày, Caen vẫn còn nằm trong tay quân Đức. Tướng Anh Bernard Montgomery thấy vậy liền đặt kế hoạch tấn công gọng kìm. Một mũi tấn công phía đông, gồm Sư đoàn 51 Anh và Lữ đoàn 4 Cơ động Hoa Kỳ, đánh vào đầu cầu Orne (trước đó Sư đoàn 6 Dù Hoa Kỳ đã lấy được một phần của thị trấn này) và tiến về Cagny, cách Caen khoảng 6 dặm (9,7 km) về phái đông nam. Mũi thứ nhì đánh về phía tây do quân đoàn XXX chỉ huy. Sư đoàn 7 Thiết giáp từ đó sẽ quay sang phía đông, vượt sông Odon chiếm Évrecy và ngọn đồi 112 gần thị trấn.
Sư đoàn 51  Highland Anh vừa tiến đến thì đụng phải lực lượng hùng hậu của Sư đoàn 21 Thiết giáp Đức. Mũi tấn công phía đông Caen do đó bị kiềm hãm cho đến ngày 13 tháng 6 thì tư lệnh Đồng Minh ra lệnh rút lui. Bên mũi phía tây, Quân đoàn XXX cũng bị quân Đức bắn trả kịch liệt tại Tilly-sur-Seulles. Nhưng ở sườn phải, trận tuyến quân Đức có vẻ lung lay. Tại đây, Sư đoàn 352 Lục quân Đức vừa chạy thoát từ Omaha Beach ngày 6 tháng 6, lại bị quân Hoa Kỳ bắn dập liên tục nhiều ngày liên tiếp, dần dần kiệt sức phài rút lui về phía nam. Năm đơn vị của sư đoàn này bị tiêu diệt trong cuộc rút lui và tạo một khoảng trống 12 km trên tuyến phòng thủ của Đức.

Bản đồ khu vực quân sự chiến dịch Perch

Nhận thấy điểm yếu này, Thiếu tướng phó chỉ huy Tập đoàn quân số 2 Anh quốc là Miles Dempsey cho gọi họp khẩn với các tướng Gerard Bucknall (chỉ huy quân đoàn XXX) và George Erskine (chỉ huy Sư đoàn 7 Thiết giáp Hoa Kỳ). Dempsey ra lệnh cho Erskine rút sư đoàn của mình khỏi cuộc bao vây, trở lại tấn công khe hở (gọi là "Caumont Gap",) chiếm Villers-Bocage và đe dọa sườn trái của sư đoàn Thiết giáp Panzerlehrdivision Đức. Mục đích là chiếm một dãy đồi dài hơn 9.5 km phía đông của thị trấn này. Đồng Minh hy vọng sự xuất hiện của lực lượng thiết giáp hùng hậu trên dãy đồi này sẽ làm quân Đức nao núng và nhờ đó có thể sẽ phải đầu hàng sớm hơn.
Sáng ngày 12 tháng 6 Sư đoàn 7 Thiết giáp Hoa Kỳ theo lệnh chậm chạp mở cuộc hành quân. Lúc trưa Lữ đoàn 22 Thiết giáp của sư đoàn này do chuẩn tướng William Hinde chỉ huy đi đầu tấn công khe hở và chọc thủng tuyến phòng thủ của Đức. Toán trinh sát (Trung đoàn 8 Kỵ binh Hoàng gia Ireland 8th King's Royal Irish Hussars) của Sư đoàn 7 theo sau thiết lập đường đi. Sư đoàn 7 từ Trungy bắt đầu tiến quân vào lúc 4 giờ chiều. Bốn tiếng đồng hồ sau, lực lượng chính của Sư đoàn 7 vẫn chưa chạm phải phản kháng nào và tiến tới Livry. Ở phía bắc Livry một toán Thiết giáp Cận vệ Đức đang cố thủ trong thị trấn dùng súng chống tăng bắn hỏng nhiều xe tăng Cromwell của Trung đoàn 8 Kỵ binh. May là Lục quân Đồng Minh kéo đến kịp thời và tiêu diệt đơn vị này của Đức.
Tối 12 tháng 6, Hinde hạ lệnh nghỉ quân - hy vọng quân Đức chưa biết được thế trận hôm sau thế nào. Trong khi lực lượng chủ yếu của đoàn quân đóng đồn chấn chỉnh hàng ngũ tại la Mulotiere  trung đoàn 8 và 11 Kỵ binh Hussars đi trinh sát hai bên sườn. Trung đoàn 11 không thấy địch quân đâu cả - tiến tới nối liên lạc được với Sư đoàn 1 Lục quân Hoa Kỳ. Bên sườn kia, trung đoàn tìm thấy vài đơn vị thuộc sư đoàn thiết giáp Panzerlehrdivision của Đức đang hoạt động cách đồn trung ương 3,2 km.

## Dàn trận

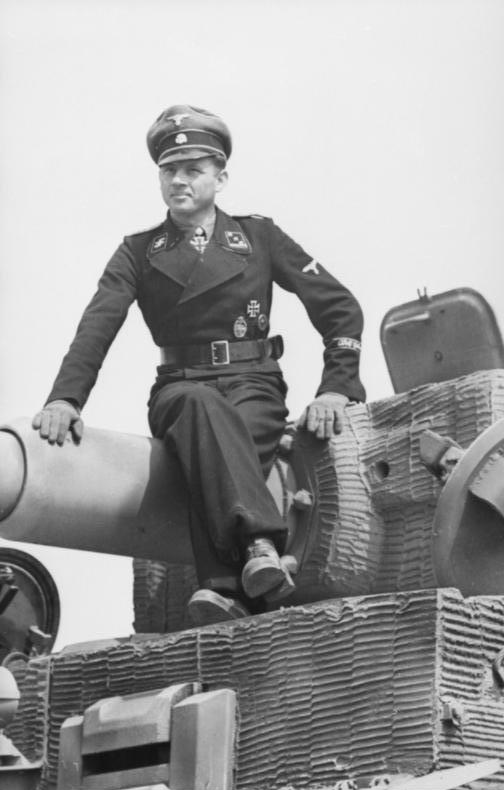
Michael Wittman khoảng tháng 5 năm 1944

Tướng Hinde nghĩ kế tấn công Villers-Bocage và ra lệnh: Lữ đoàn 22 Thiết giáp phải chiếm được rặng đồi gần đó. Trung đoàn 4 County of London Yeomanry (4CLY) và một toán lính của đại đội súng trường sẽ băng qua và tấn công chiếm cứ điểm Point 213 trên rặng đồi này. Trung đoàn 1/7 Queen's Royal Regiment sẽ tiếp theo tấn công chiếm cả thị trấn. Trung đoàn 5 Thiết giáp Hoàng gia Anh (5RTR) cùng một toán súng trường khác sẽ chiếm đóng phần phía tây-nam thị trấn tại Maisoncelles-Pelvey. Khoảng trống giữa 4CLY và 5RTR sẽ do Khẩu đội chống tăng 260 thuộc Trung đoàn Norfolk kiểm soát. Trung đoàn 5 Kỵ Pháo Hoàng gia Anh (5th Royal Horse Artillery) sẽ đi bọc hậu. Hai trung đoàn 8 và 11 Hussars tiếp tục công tác bảo vệ và trinh sát hai bên sườn của cuộc hành quân. Các dơn vị còn lại - gồm Lữ đoàn 131 Lục quân, Trung đoàn 1 Thiết giáp Hoàng gia, đại đội 1/5 và 1/6 của Trung đoàn Queen's Royal Regiment - phải cố thủ căn cứ tại Livry, tạo hâu thuẫn vững chắc cho toán quân đi đánh Villers-Bocage.

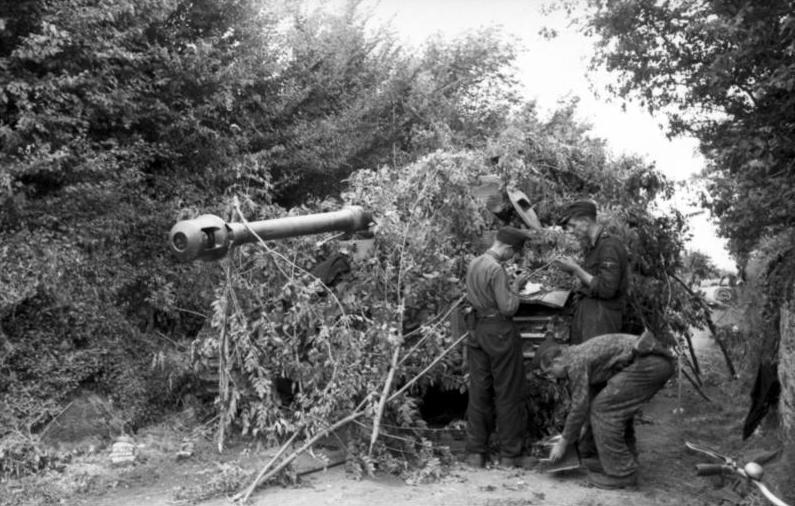
Xe tăng Tiger tank ngụy trang tại Ancuenne Route de Caen, nơi quân của Wittmann trú ẩn hai ngày 12-13 tháng 6 năm 1944.

Quân Đức nhận biết độ quan trọng chiến lược của ngọn đồi tại Villers-Bocage và cho gọi khẩn Sư đoàn 2 Panzer và Sư đoàn 3 Dù đến tiếp ứng nhưng hai sư đoàn này chỉ có thể đến rất trễ, vào ngày 15 tháng 6. Chỉ huy Đức đành phải cho các lực lượng trinh sát nhẹ kéo về chống giữ. Chỉ huy Quân đoàn 1 SS-Panzer Sepp Dietrich ra lệnh cho đơn vị dự bị duy nhất của mình là Đại đội 101 Hạng nặng SS-Panzer ra nằm phía sau Panzerlehrdivision và Sư đoàn 12 SS-Panzer để bảo vệ chỗ yếu trong sườn bên trái. Toán xe tăng này đã phải chạy 257 km liên tiếp trong 5 ngày từ Beauvais.
Đại đội 101 SS-Panzer ban đầu có 45 chiếc xe tăng loại Tiger I nhưng trên đường chạy từ Beauvais về bị không quân Đồng Minh đánh phá nhiều đợt và chỉ còn 17 chiếc. Lực lượng này được bố trí vào 3 vị trí: i) đóng tại địa điểm 9 km phía đông bắc Villers-Bocage, ii) ở Point 213 và iii) đóng ở Falaise - với 1 chiếc xe tăng duy nhất và phải cần hai ngày nữa mới kịp tới chiến trường.
Đơn vị thiết giáp do Trung úy SS (SS-Obersturmführer) Michael Wittmann chỉ huy được cho nằm giữ phía nam của cứ điểm Point 213 với 6 xe tăng Tigers mang bảng số 211, 221, 222, 223, 233 and 234. Xe 211 của đại úy Wessel sau đó được cho chạy về liên lạc với Panzerlehrdivision. Xe 233 bị hỏng dây xích. Xe 234 thì bị hỏng máy. Wittmann chỉ còn 3 chiếc xe tăng thực sự tham chiến.

## Diễn tiến trận đánh

### Tấn công
Sáng sớm ngày 13 tháng 6, Lữ đoàn 1 Súng tường cho lính đi trước thám dò 1 km tuyến đường tấn công.
Báo cáo cho biết Livry không có quân địch và Trung đoàn 4CLY bắt đầu hành quân lúc 5 giờ sáng. Trên đường, đoàn quân được dân chúng Pháp trong thôn làng chạy ra đón mừng và binh lính cảm thấy dễ chịu thư giãn. Tình báo (sau này mới biết là không chính xác) báo cáo về rằng lực lượng xe tăng Đức đã bị kẹt tại Tracey-Bocage, và những xe tăng còn tại Cháteau de Villers-Bocage thì đã hết xăng và không có lục quân yểm trợ.
Khi quân Đồng Minh tiến gần đến Villers-Bocage thì thấy một xe trinh sát bọc thép Đức, và sĩ quan chỉ huy xe này đã phát hiện rõ đội hình của quân Đồng Minh. Xe tăng đi đầu của Đồng Minh không kịp quay súng để bắn, xe thứ hai vừa kịp chạy đến thi xe trinh sát Đức đã chạy mất. Lục 8 giờ rưỡi sáng, quân Đồng Minh dừng lại nghỉ sau hành trình dài 5 dặm (8,0 km), Lữ đoàn 22 Thiết giáp tiến vào thị trấn và được dân chúng Pháp ra chào đón ăn mừng; có người trông thấy hai binh sĩ Đức nhảy lên xe Volkswagen chạy trốn.

### Michael Wittmann
Sau khi Villers-Bocage được quân Anh chiếm đóng, một tiểu đội của 4CLY theo lệnh chạy trước đến vị trí 213 mà không cần do thám trước. Một xe Kübelwagen Đức bị phát hiện và chặn bắn. Đoàn xe tăng của tiểu đội dàn thế trận chuẩn bị cự địch. Trên đường từ thị trấn ra ngọn đồi, các xe vận tải và chở lỉnh được lệnh đậu lại, mũi xe sau sát đuôi xe trước, để nhường chỗ cho đoàn tiếp ứng chạy ra vị trí 213. Binh sĩ xuống xe, thay phiên canh phòng, mặc dầu hai bên đôi hình không thể thấy xa hơn 250m.
Thiếu tá Wright chỉ huy trưởng Lữ đoàn 1 Súng trường cho gọi họp các sĩ quan chỉ huy tại cứ điểm Point 213. Trên đường ra cứ điểm, các sĩ quan được phân tán trên nhiều xe khác nhau để tránh không bị địch quân tấn công một lúc toàn bộ nhóm chỉ huy. Trong thị trấn Villers-Bocage, trung tá Lord Arthur Cranley chỉ huy Trung đoàn 4CLY tỏ ý lo ngại cho quân sĩ của ông sẽ bị kiệt lực trong cuộc hành quân không an toàn. Cấp trên là thiếu tướng lữ đoàn trưởng Hinde trấn an là mọi việc đều trôi chảy, không gì đáng lo. Hinde sau đó về phòng tư lệnh chỉ huy dựng lên tại phía tây của thị trấn.
Wittmann và toán xe tăng đang nằm chờ ở phía nam của cứ điểm Point 213 lấy làm ngạc nhiên khi thấy quân Anh đến sớm hơn dự đoán. Sau này ông kể lại: "Tôi không còn kịp thời giờ để chấn chỉnh hàng ngũ; tôi chỉ còn cách phản ứng cấp bách vì tôi nghĩ rằng tôi đã bị địch quân phát hiện và sẽ bị tiêu diệt tại chỗ. Tôi truyền lệnh cho các xe trong đội không được rút lui một bước và phải giữ vững vị trí".
Trung sĩ O'Connor, LĐ1.
Lúc 9 giờ sáng trung sĩ O'Connor của Lữ đoàn 1 Súng trường phát hiện xe tăng của Wittmann và cấp tốc gọi điện cảnh báo trên hệ thống truyền tin của đội quân Anh. Một chiếc Tiger xuất hiện trên Quốc lộ 175 và bắn hủy chiếc Cromwell đi sau cùng của Trung đoàn 4CLY. Một chiếc Sherman Firefly chạy đến tiếp ứng nhưng cũng bị bắn cháy và quay ngang, cản hết đường tới lui - của toán quân kéo đến sau tiếp ứng và của toán quân đã đi qua nhưng muốn rút về. Đoàn quân đang kéo lên Point 213 bị toán xe tăng của Wittmann bắn phá thê thảm, mất hết 3 thêm chiếc xe tăng.

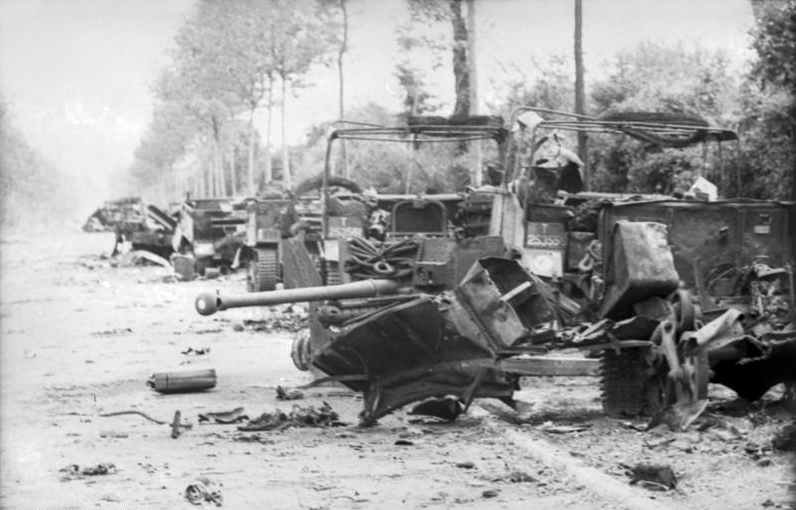
Đoàn xe và súng chống tăng của Lử đoàn 1 bị bắn hủy trên đường từ Villers-Bocage ra Point 213.

Wittmann cho xe của mình chạy vào Villers-Bocage. Lính của Lữ đoàn 1 cố gắng kéo súng chống tăng đến để chận lại nhưng chưa kịp xoay xở thì xe của Wittmann đã chạy đến quá nhanh và đám lính hoảng sợ bỏ chạy tán loạn. Nguyên một dãy các xe vận tải, chở xăng và tiếp vận nằm đầu nối đuôi bị Wittman bắn cháy, đạn dược và xăng trong xe thay phiên bốc cháy và nổ liên hoàn. Tuy nhiều nguồn cho rằng chỉ có 1 chiếc xe tăng của Wittmann lập chiến công này, một số nguồn từ nhân chứng Pháp cho rằng có hai chiếc Tiger, nhưng một chiếc nằm yên vị trí ở đầu thị trấn có thể vì hết xăng. Tuy đoàn xe tải bị phá hủy, quân Đồng Minh chỉ bị ít thương vong. Khi đến phía đông thị trấn, Wittmann đụng 3 chiếc xe tăng nhẹ M5 Stuart trinh sát của trung đoàn 4CLY. Chiếc của trung úy Ingram chạy ra chặn đường nhưng bị bắn nổ tan tành. Hai chiếc kia sau đó cũng bị bắn cháy.
Bên trong thị trấn, xe tăng của Trung đoàn 4CLY rục rịch chạy trốn nhưng tốc độ chạy lui quá tệ. Một chiếc đành phải tiến ra nghênh chiến với Wittmann, bắn được hai phát thì bị Wittmann bắn hạ. Hai chiếc khác chạy lui vào vườn nhà dân cư. Đại úy Pat Dyas lái chiếc Cromwell của mình tránh vào sau nhà kho. Chiếc Tiger của Wittmann ủi xe Stuart đang cháy sang một bên, rồi chạy thẳng vào trung tâm thị trấn, bắn cháy thêm hai chiếc xe tăng của Anh nhưng không trông thấy xe của Dyas. Thiếu úy Charles Pearce thấy vậy nhảy lên xe hơi chạy trước về báo nguy cho quân đội Anh. Trong lúc này Wittmann bắn hạ thêm một chiếc Cromwell và chạy sâu vào thị trấn, bắn hủy hai trụ pháo (gồm một chiếc Cromwell và một chiếc Sherman thiết kế lại);. Sau đó Wittmann phá thêm một xe trinh sát, một xe quân y.

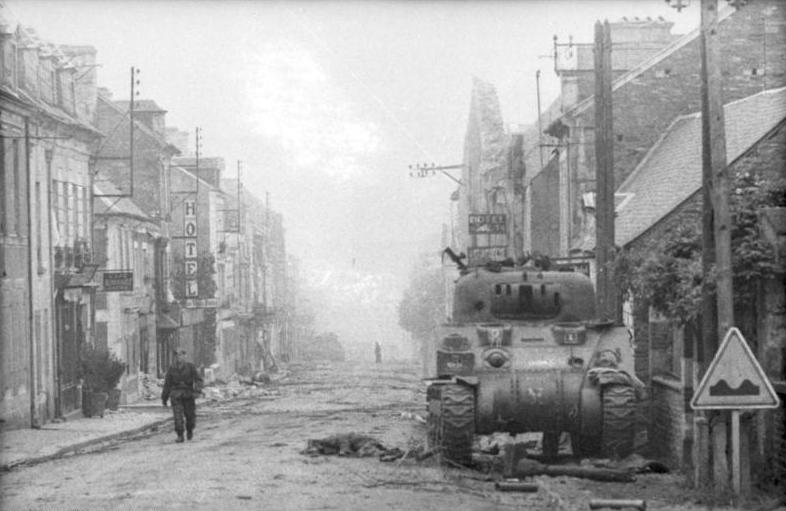
Chiếc Sherman bị hủy trên phố Villers-Bocage

Những diễn biến sau đó như thế nào thì có nhiều nguồn kể lại khác nhau. Theo sử gia George Forty và Daniel Taylor ghi thì sau khi tiêu diệt trụ pháo, Wittmann đấu súng ngang ngửa với 1 xe tăng Sherman Firefly của Đồng Minh và phải rút lui. Theo thư viết trên báo trung đoàn Yeomanry, chỉ huy xe tăng Robert Moore khoe rằng chính ông là người đã bắn trúng cửa sổ chỗ người lái và đẩy lui xe tăng của Wittmann. Khi chạy lui, Wittmann đụng phải xe của Dyas từ sau nhà kho chạy ra. Dyas ráng bắn vào đuôi xe Wittmann nhưng không hiệu quả. Wittmann quay lại kịp và bắn cháy xe của Dyas. Theo Charles Pearce thì xe của Dyas đã bị bắn hủy trước khi Wittmann chạy vào trung tâm thị trấn.
Sau đó, xe Tiger của Wittmmann chạy tiếp về phía đông bên ngoài Villers-Bocage và đến gần đường về Tilly-sur-Seulles thì bị súng chống tăng của trung sĩ Bray bắn trúng. Theo báo cáo truyền tin của quân đoàn XXX lúc 9 giờ 45 thì xe Tiger bắn hạ một súng chống tăng. Nhưng theo sách sử của Lữ đoàn 1 thì trung sĩ Bray bắn hạ xe Tiger. Theo Wittmann kể lại thì xe của ông bị súng chống tăng bắn hỏng ngay trung tâm thị trấn.
Trong vòng 15 phút, xe tăng của Tiểu đội SS-Panzer 101 bắn hủy 12-13 xe tăng, 2 súng chống tăng, 13-15 xe vận tải - phần lớn là chiến công của Michael Wittmann. Wittmann nhảy thoát khỏi xe đang cháy, chạy bộ gần 6 km về phía bắc Villers-Bocage và đến căn cứ của Panzerlehrdivision tại Cháteau d'Orbois.

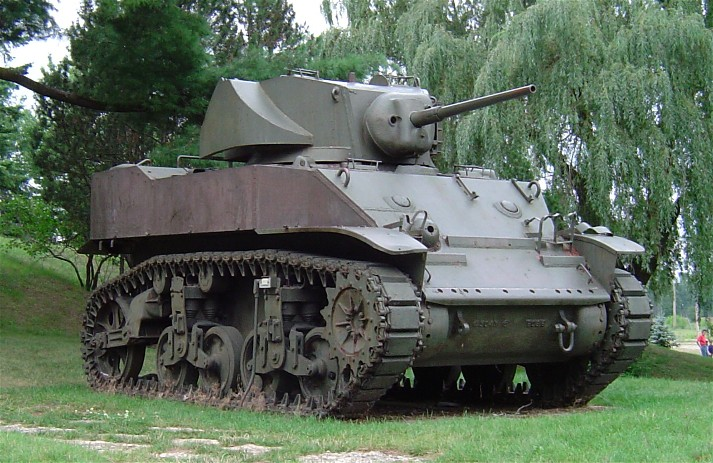
M5 Stuart "Honey" (Anh)
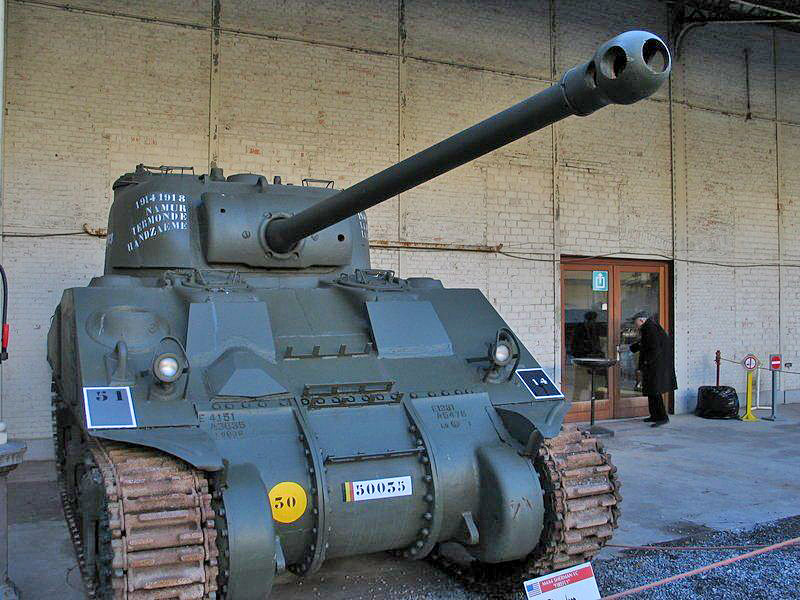
Sherman Firefly (Anh)
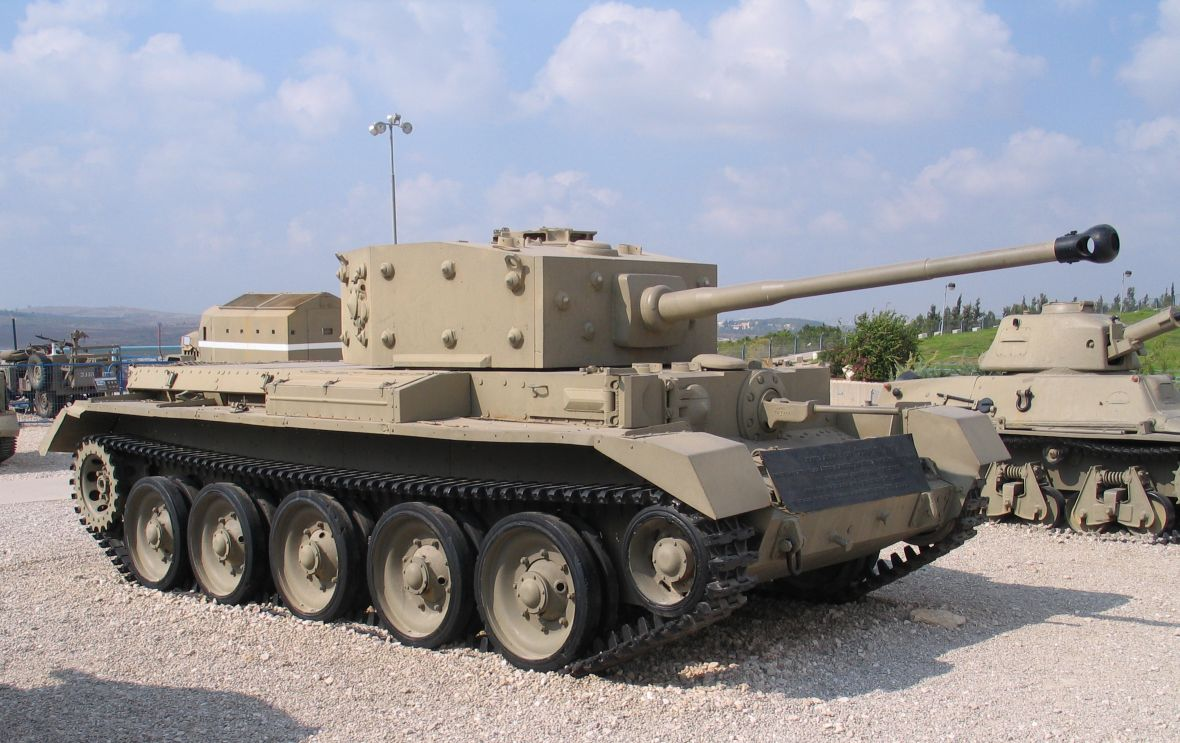
Cromwell (Anh)
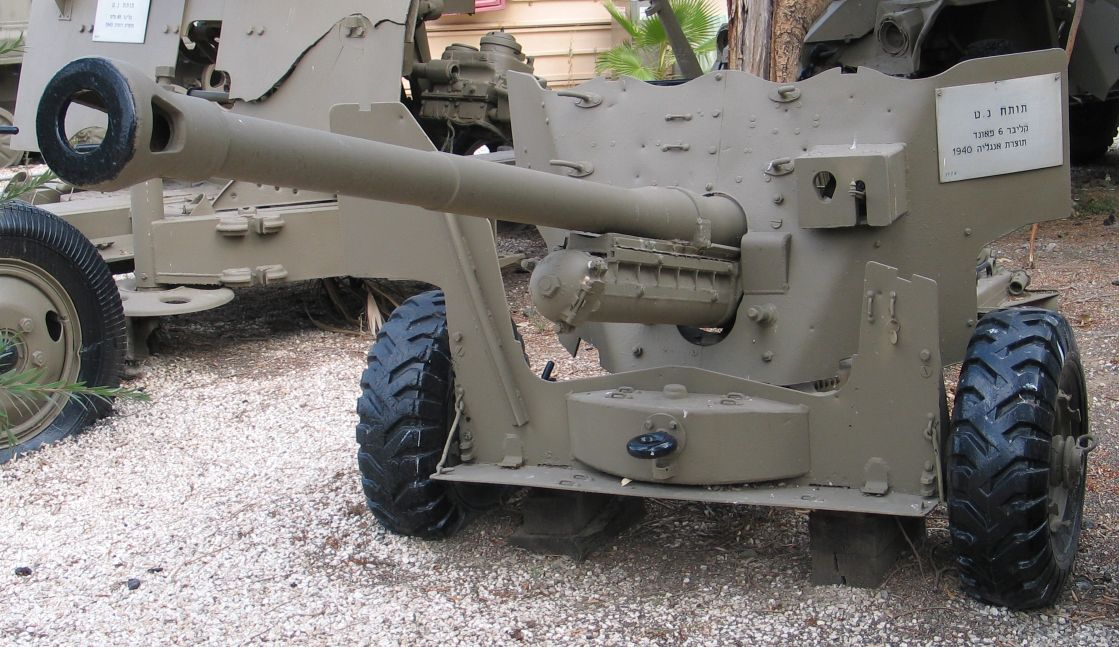
Pháo chống tăng 6 cân (Anh)
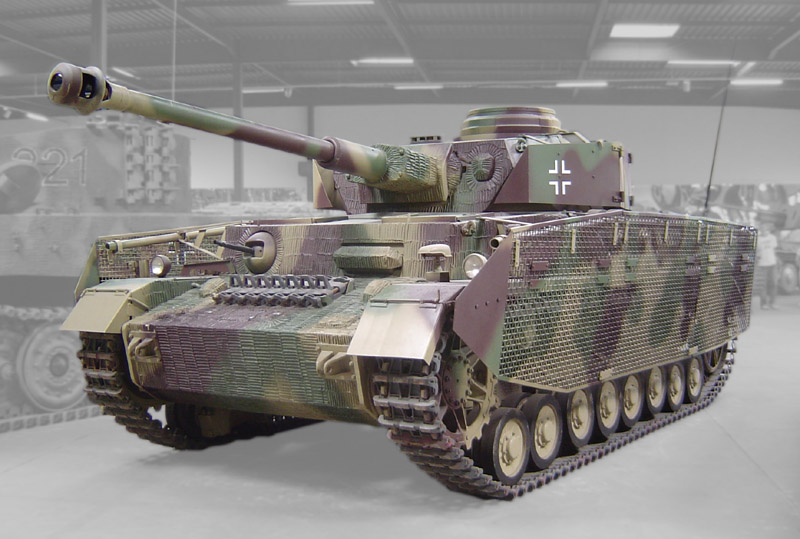
Panzer IV (Đức)
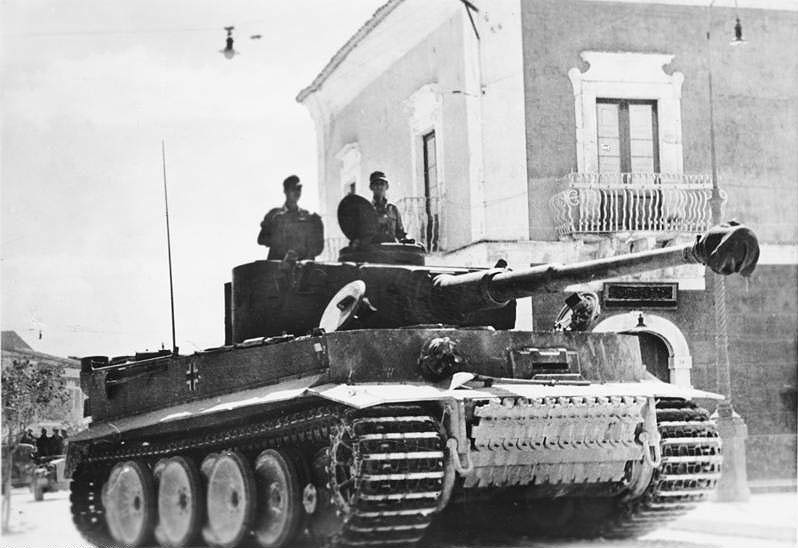
Tiger I (Đức)
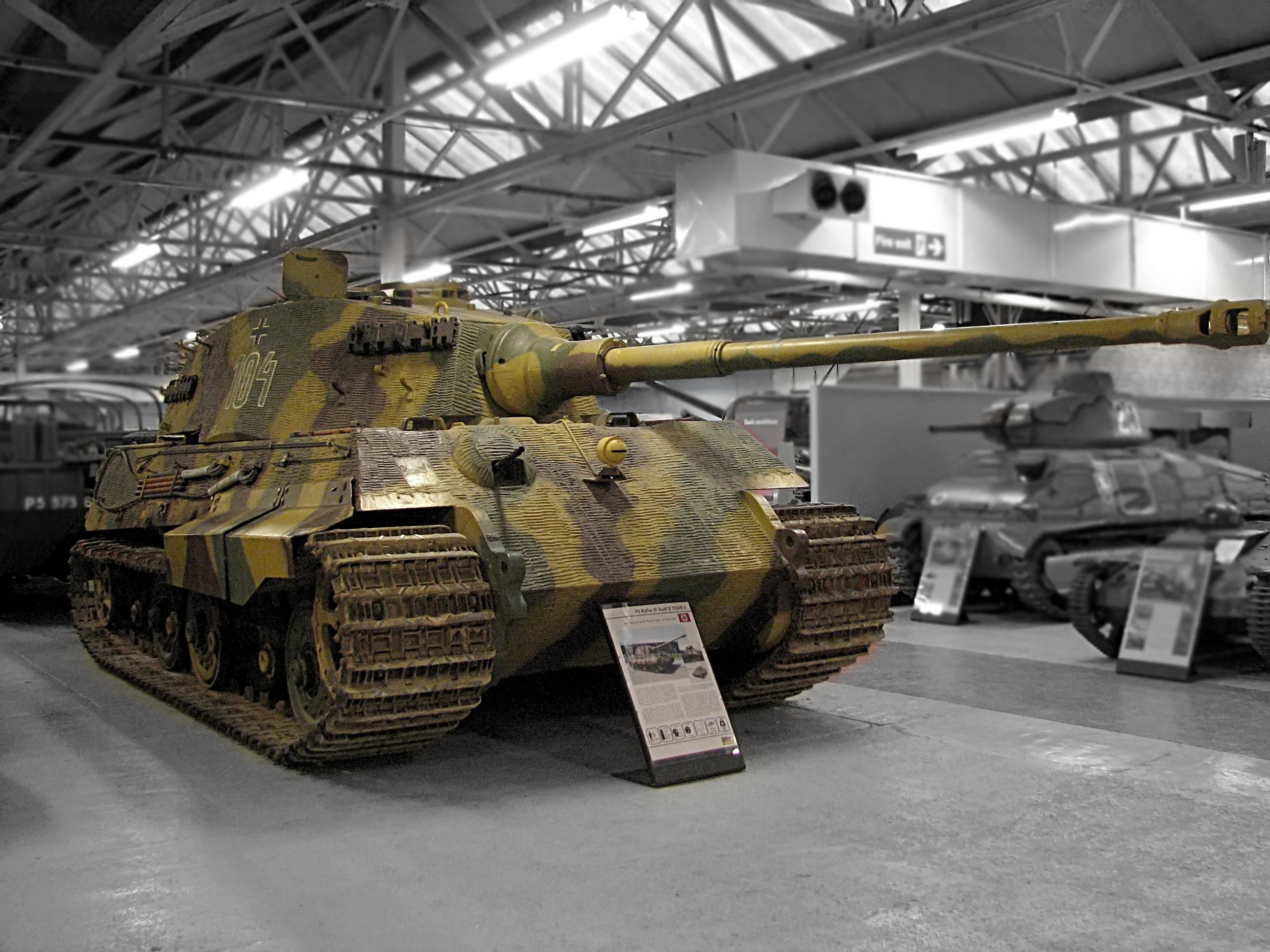
Tiger II (Đức)
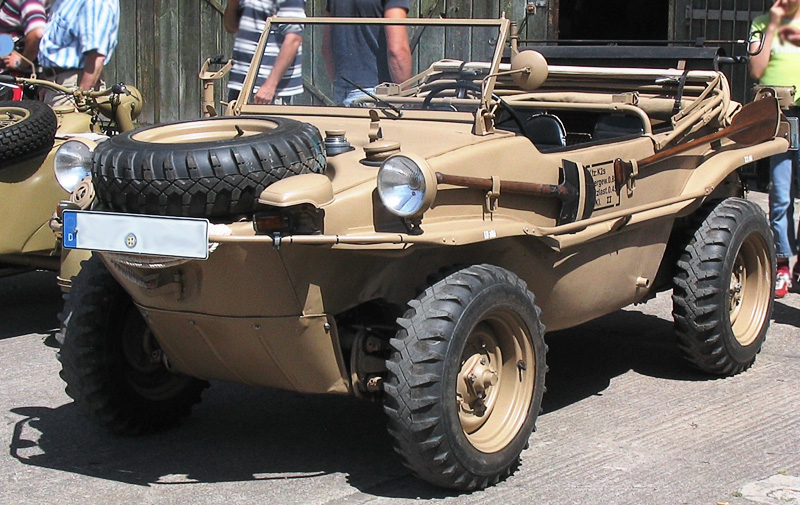
Schwimmwagen (Đức)

### Cứ điểm Point 213
Gần trưa ngày 13 tháng 6, đại úy Walter Wenck của Panzerlehrdivision lái xe đi trinh sát thì nghe tiếng động cơ xe tăng địch. Ông bỏ xe đi bộ đến dò xét thì thấy một đoàn xe tăng máy đang nổ nhưng không ai canh giữ. Các tiểu đội lính lái xe tăng đang đứng họp quanh bản đồ quân sự khá xa bãi đậu. Wenck leo lên một chiếc và chạy về trước khi quân Anh kịp phản ứng. Trên đường chạy về căn cứ Cháteau d'Orbois, Wenck chứng kiến cảnh tàn phá do Wittmann gây ra với nhiều xe tăng và trụ pháo đang cháy cạnh xác chết của quân Đồng Minh.
Sau khi bị Wittmann đánh phá, tiểu đội A của 4CLY quy tụ được 9 xe tăng trong đó có 2 chiếc Firefly và 1 chiếc Cromwell một vài chiếc không có đầy đủ đội lái, cùng một toán lính súng trường và sĩ quan  quyết định lập phòng tuyến giữ ngọn đồi. Nhưng lúc 10 giờ sáng, Tiểu đội 4 của 101 SS-Panzer với lục quân Đức hỗ trợ kéo đến đánh tan tành. Một số quân Anh đang hành quân từ thị trấn ra ngọn đồi phải bỏ chạy và suốt 24 tiếng đồng hồ sau mới tìm về đến căn cứ.
Trong lúc đó, quân Anh thuộc tiểu đoàn 1/7 trung đoàn QRR thiết lập tuyến phòng thủ bên trong thị trấn Villers-Bocage, và bắt được 3 tù binh của Sư đoàn 2 Panzer. Một toán quân được đẩy đi cứu quân Anh đang bị vây tại ngọn đồi nhưng thất bại. Khoảng 10 giờ sáng, Cranley báo cáo trên radio rằng quân Anh không giữ nổi điểm Point 213 và cũng khó có thể phá vòng vây chạy ra được. Mặc dầu biết thế, quân Anh quyết định kế hoạch phá vây. Một chiếc Cromwell cố gắng phá vòng vây chạy từ ngọn đồi về căn cứ tại Villers-Bocage nhưng bị xe tăng Đức bắn gục. Các đường đi ra từ ngọn đồi bị quân Đức phà hỏng bằng pháo kích làm ngã cây cối che kín. Năm phút sau quân Anh bị vây tại Point 213 phải buông súng đầu hàng. Họ cố gắng tự đốt phá các xe tăng của mình nhưng quân Đức đến kịp và cản lại. Quân Đức bắt được 30 lính của Lữ đoàn London Yeomanry và một số lính thuộc Lữ đoàn Súng trường và kKỵ pháo. Một số lính Anh táo bạo vượt thoát khỏi vòng vây, trong đó có đại úy Christopher Milner, và phải chạy bộ suốt ngày tới tối mới về đến chiến tuyến của quân mình.

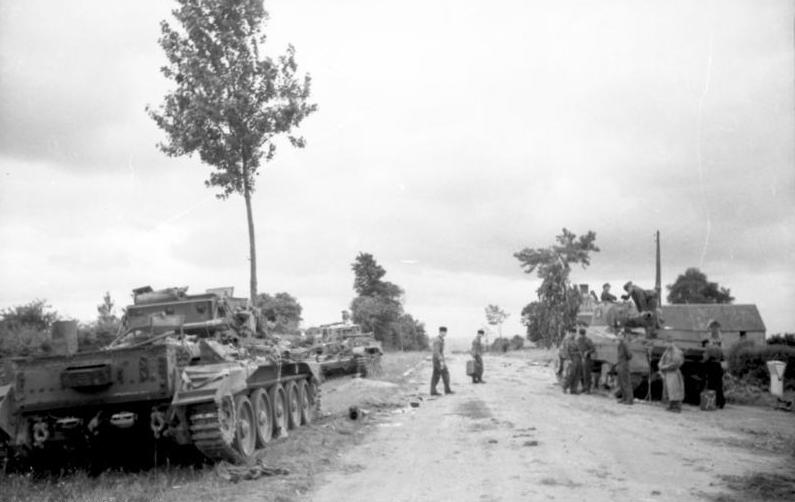
Xe tăng quân đội Anh bị phá hủy nằm tại Point 213: 2 chiếc Cromwell (trái) và chiếc Sherman Firefly (phải)

Về đến căn cứ của Panzerlehrdivision, Wittmann tường thuật lại trận chiến với chỉ huy là thiếu tướng Kauffmann. Kauffmann ra lệnh cho đại úy Helmut Ritgen triệu tập lực lượng ra chặn đầu phía bắc của thị trấn. Ritgen kéo 15 chiếc Panzer IV và 10 chiếc khác từ căn cứ phía nam Quốc lộ 175  đi đến điểm hẹn với cấp trên là Fritz Bayerlein tại Villy-Bocage. Bayerlein ra lệnh cho Ritgen tấn công Villers-Bocage, nhung trên đường đến thị trấn, đoàn xe của Ritgen bị chặn bắn và thiệt mất một chiếc xe tăng.
Phía trong Villers-Bocage, tiểu đội A của Trung đoàn Queens Hoàng gia Anh được nhei65m vụ bảo vệ trạm xe lửa và khu vực chung quanh, tiểu đội B và C chiếm đóng phía đông của thị trấn. Nhưng lúc này lục quân Đức đã đột nhập vào thành phố và bắt đầu cuộc chiến đấu trong khu cư dân, bắn nhau từ nhà này sang nhà khác. Hai xe tăng Đức bị bắn hỏng. Bên Anh thì đội ngũ bị rối loạn và cấp chỉ huy phải ra lệnh rút lui để chấn chỉnh đội ngũ. Tiểu đội A trở lại canh phòng trạm xe lửa, tiểu đội C chiếm khu đông bắc thị trấn, tiểu đội D chạy vào khu đông nam. Tiểu đội B nằm chờ tiếp ứng. Các súng chống tăng được dán ra trên chiến tuyến chờ đợi.
Thiếu úy Bill Cotton của Trung đoàn 4CLY mở cuộc phục kích tại công viên trung tâm thị trấn. Một chiếc Sherman Firefly, vài chiếc Cromwell, nhiều ụ súng chống tăng, và lục quân của tiểu đoàn 1/7 QRR nằm chờ quân Đức kéo đến. Ở phía tây thị trấn, quân Đức tấn công tiểu đoàn 1/5 QRR gần Livry và bị thiệt mất một xe tăng.
Wittmann được giao cho một chiếc Schwimmwagen của Panzerlehrdivision và chạy đến Point 213. Khi đến nơi thì tiểu đội 1 của tiểu đoàn SS-Panzer 101 đã có mặt, dưới chỉ huy của đại úy Rolf Möbius. Hai người bàn luận thế trận, nhưng Wittman sau đó không tham gia vào trận đánh nữa.

### Chiến cuộc buổi chiều

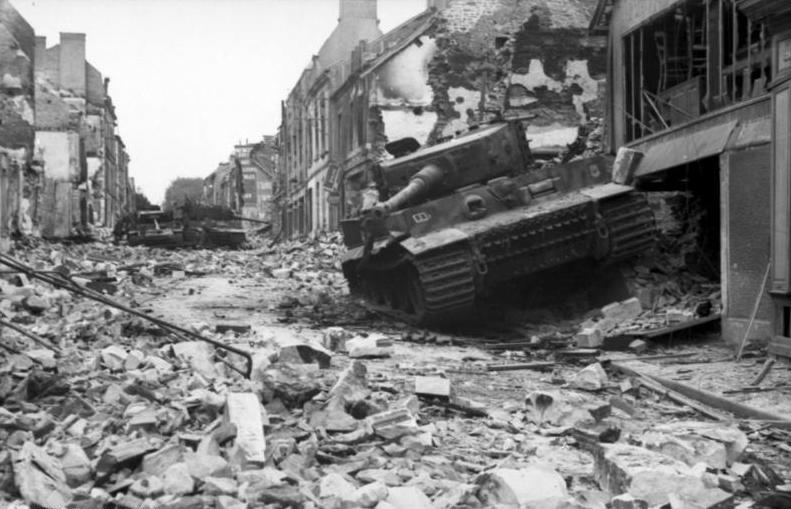
Xe tăng Đức bị bắn hủy trên phố Villers-Bocage.

Trận chiến tái diễn lúc 1 giờ trưa. Xe tăng của Panzerlehrdivision tấn công vào Villers-Bocage nhưng không thành. Ở phía nam thị trấn, súng chống tăng của quân Anh bắn hỏng 2 chiếc và bắn nổ 2 chiếc khác. Nhưng liền đó xe Tiger của Waffen-SS bắn trả và tiêu diệt các súng chống tăng của Anh. Xe tăng Tiger từ từ tiến vào lộ chính của thị trấn, các chỉ huy thiết giáp tin tưởng quân Anh sẽ hoảng sợ và rút lui. Nhưng khi đến công viên thị trấn thì đụng phải toán phục kích của Cotton. Trung sĩ Anh Bramall chạy chiếc Firefly ra bắn xe tăng đi đầu của Đức nhưng bắn trật, may sao súng chống tăng gần đó kịp thời bắn tiếp và hạ gục chếc xe tăng này.. Quân Đức biết bị mai phục, ba xe Tiger chia ba ngã chạy xa nhau ra, len vào các ngõ hẻm hai bên. Một xe đấu súng với ụ chống tăng nhưng bị bắn hạ. Hai chiếc chạy vào ngõ hẻm cũng bị bắn, một bị hỏng và một bị tiêu hủy. Chiếc Tiger thứ 5 nằm yên trên lộ chính chở quân Anh lộ diện. Trung sĩ Bramall phát hiện xe này và chạy lui lại nhắm bắn hai phát xuyên qua cửa sổ một ngôi nhà. Xe Tiger bị bắn trúng, hư hại miếng giáp che ổ súng, liền rồ máy chạy qua, Bramall không kịp bắn tiếp. Liền đó, một chiếc Cromwell của hạ sĩ Horne tiến ra, bắn bồi một phát vào đuôi và phá hủy xe tăng Đức. Sau đó, xe Cromwell lại chui vào chỗ nấp chờ địch. Nạn nhân kế tiếp là một chiếc Panzer IV bị xe của Bramall bắn gục. Biết trước rằng quân Đức rất giỏi sửa chữa xe tăng, Cotton và đồng đội Bramall chạy lại các xe đang hỏng, dùng chăn tẩm xăng đốt cháy rụi.
Dưới yểm trợ của pháo và súng phóng lựu  quân Đức tấn công kịch liệt vào tiểu đội A 1/7 QRR. Tiểu đội này phải lui về quy tụ một chỗ và một toán quân bị lính Đức bắt. Các kẽ hở trong thế trận của trung đoàn Anh từ từ bị nới rộng và quân Đức ồ ạt đánh rấn vào. Đến 6 giờ chiều thì bộ chỉ huy quân Anh bị bao vây chặt. Trước tình thế quá khó khăn chuẩn tướng Hinde quyết định bỏ Villers-Bocage và ra lệnh rút lui. Trung đoàn 5 Kỵ Pháo mở cuộc pháo kích để tạo hỏa mù và quân Anh rút lui trong làn khói dày đặc. Ra sau cùng là các xe tăng của Trung đoàn 4CLY.

## Hậu quả

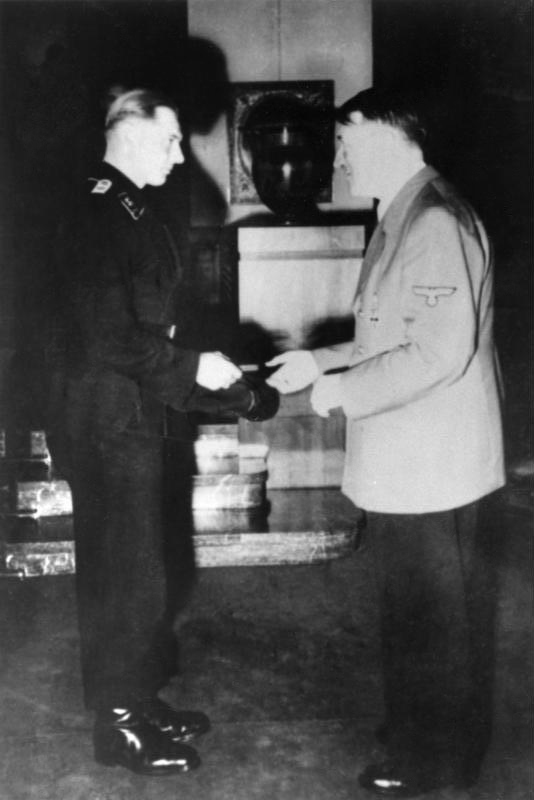
Hitler khen thưởng Michael Wittmann

### Trận đánh ngày 14 tháng 6
Vừa chạy thoát khỏi Villers-Bocage, Lữ đoàn Thiết giáp 22 của tướng Hinde thiết lập căn cứ phòng thủ hình hộp tại vùng đất giữa Amayé-sur-Seulles; Tracy-Bocage và St-Germain. Tiểu đội 1 Trung đoàn 101 SS-Panzer Đức kéo đến tấn công với ý định tiêu diệt đám tàn quân Anh. Quân Anh bắn pháo dữ dội và đẩy lùi được xe tăng Đức trong một thời gian ngắn. Nhưng sau đó quân Đức tiếp tục tràn tới và pháo binh Anh không kịp bắn trả. Quân Đức mở cuộc pháo kích liên tục vào hộp phòng thủ quân Anh và kéo quân theo hai ngã gọng kìm đánh vào, với hỗ trợ pháo kích từ xe tăng và đại bác. Quân Anh lui dần và phòng chỉ huy căn cứ suýt bị tấn công nhưng tối đến thì quân Đức rút lui. Trận đánh nguôi dần. Tối hôm đó, tuy biết còn khả năng chống giữ, bộ chỉ huy quân Anh quyết định bỏ cuộc và lui quân sáng sớm hôm sau vì quân Anh bên ngoài hộp phòng thủ không tạo được thay đổi gì cho chiến trường.
Trận đánh ngày 14 tháng 6 gây tổn thất cao cho quân Đức gồm 700–800 lính, 8–20 xe tăng. Quân Anh báo cáo tổn thất ít hơn và mất 3 xe tăng.

### Khen thưởng & trừng phạt
Wittmann được thăng cấp Đại úy SS (Hauptsturmführer) và trao tặng huân chương Thập tự sắt.
Cotton được trao huân chương anh dũng bội tinh và Bramall lãnh huy chương quân đội.
Các tướng Bucknall, Erskine, Hinde và hơn 100 sĩ quan cao cấp Anh bị bãi chức chỉ huy và gửi đến các lượng khác trong quân đội Đồng Minh.